# Viale, Piemonte
Viale är en ort och kommun i provinsen Asti i regionen Piemonte i Italien. Kommunen hade 243 invånare (2018).